# Bibliothèque nationale du Sénégal
La Bibliothèque nationale du Sénégal ou Bibliothèque des archives nationales du Sénégal est située à Dakar, au Sénégal. Elle est créée le 15 avril 2002 par la loi portant création de la Bibliothèque nationale du Sénégal,.

## Historique
Depuis 1993, trois bibliothèques remplissent les fonctions d'une bibliothèque nationale au Sénégal : la bibliothèque des Archives Nationales créée en 1913, la bibliothèque de l'Institut fondamental d'Afrique noire créée en 1938 et la bibliothèque du Centre de recherche et de documentation créée en 1944. Le  dépôt légal est institué en 1976 par le décret numéro 76-493 .